# MG Cars
MG (Morris Garages) — британська автомобілебудівна компанія, власником якої є китайська Shanghai Automotive Industry Corporation, заснована в Оксфорді Вільямом Річардом Моррісом (англ. William Richard Morris) — засновником компанії Morris Motor Company, і менеджером Сесілом Кімбером.

## Історія

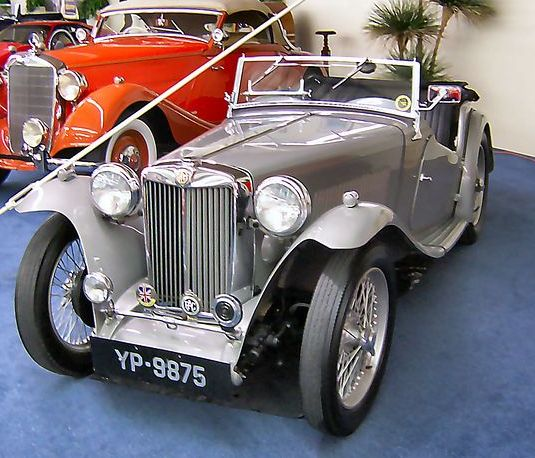
MG TC Midget. 1950

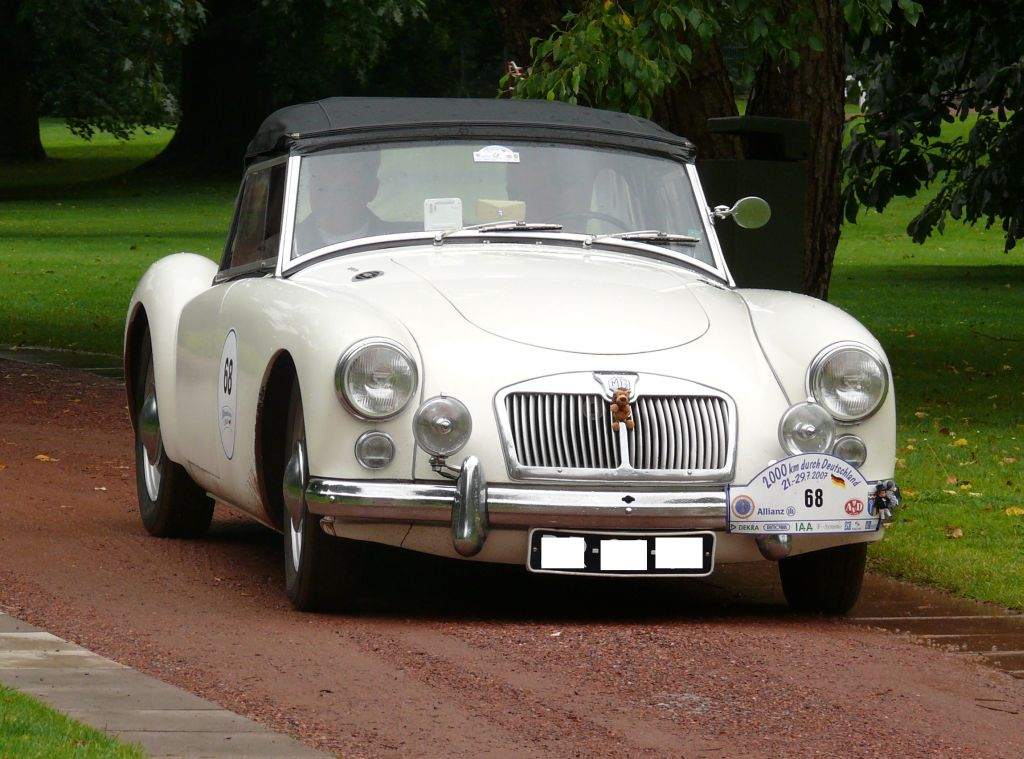
MG A 1600. 1962

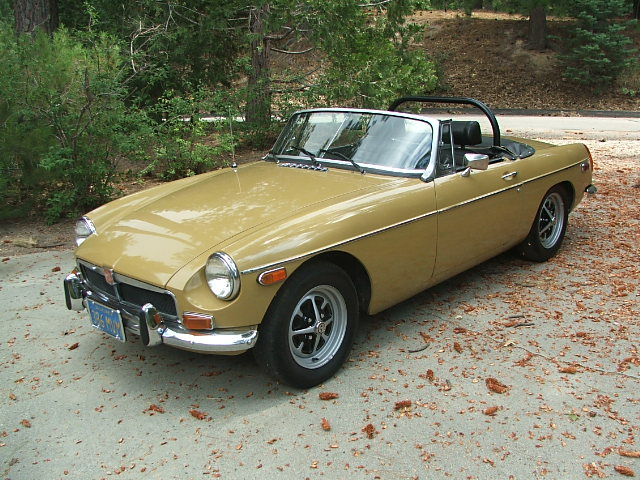
MG MGB. 1974

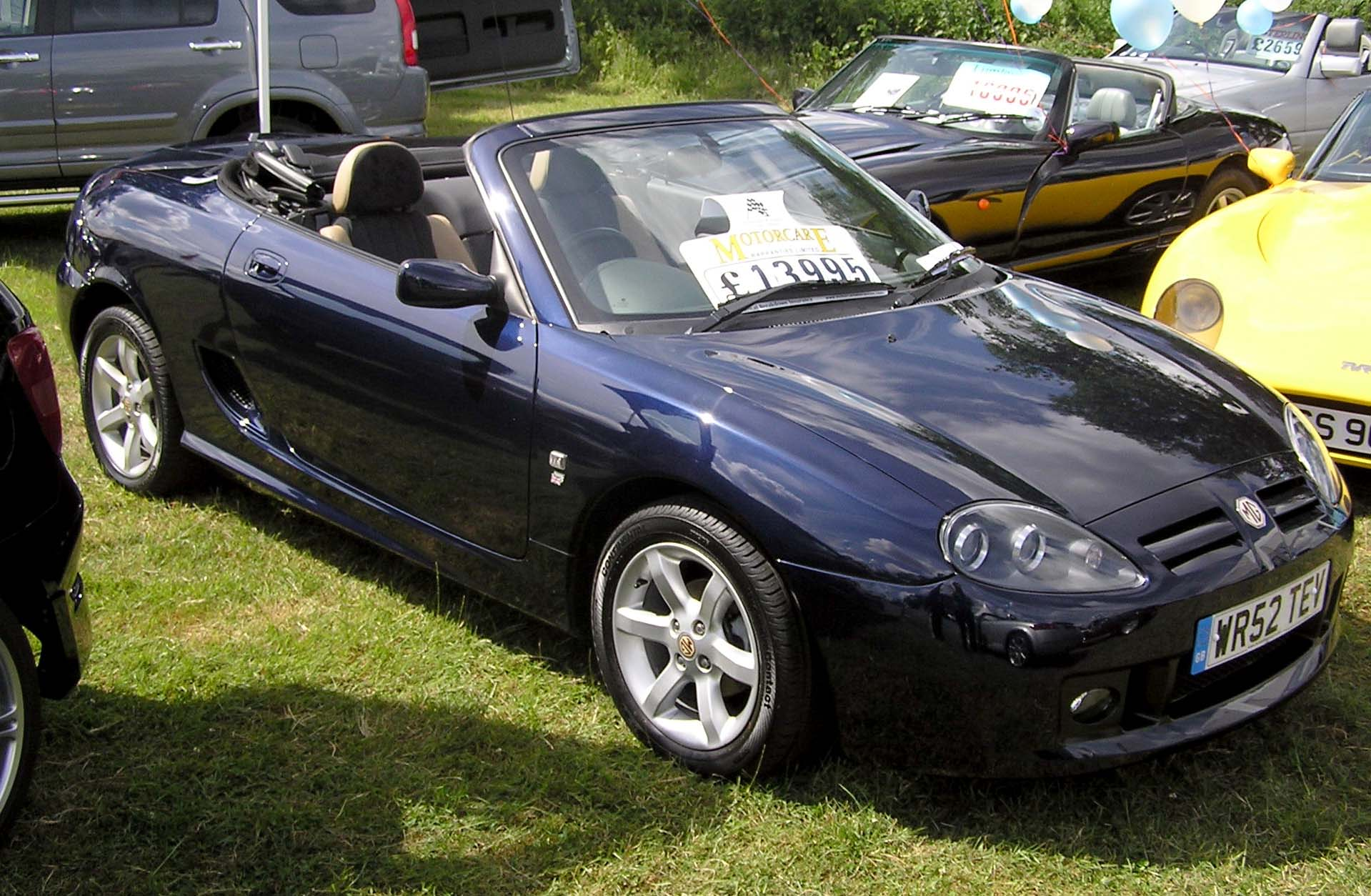
MG TF. 2002

У минулому веломеханік, Вільям Морріс зайнявся на початку XX століття торгівлею автомобілями, що набирає обертів, і до 1910 року вже володів найбільшим в Оксфорді автомобільним дилерським центром, що носив назву «Morris Garage». 1923 року Сесіл Кімбер, менеджер фірми компанії Morris Motors, організував виробництво спортивних автомобілів під торговою маркою MG (Morris Garage). Створені на вузлах шасі невибагливого Morris Minor, двигун якого мав один розподільний вал у голівці циліндрів, машини MG заслужили репутацію скромного рухомого спортивного автомобіля. Серійні моделі фірми дозволили їй посісти чільне місце на міжнародній спортивній арені.
Визнання
У 1927 році на світ з'являється найвідоміший автомобіль цього бренду — MG Midget, легковий двомісний родстер, який потім стане джерелом натхнення дизайнерів для сучасного родстера TF. Вільям Морріс займає чільну позицію в реструктурованій компанії MG Car Company Limited.
У 1935 році він знову продає компанію Morris Motors, причому робить керуючим свого помічника Леонарда Лорда, а Сесіл Кімбер став вже підлеглим. У 1941 році Лорд звільняє Кімбера.
Затишшя
У 1950-х роках. компанія MG разом із іншим британським брендом Austin Motor Company входить до складу British Motor Corporation. Розквіт фірми почався наприкінці 1950-х, з приходом інженера Алека Іссігоніса, який і створив передню підвіску для нової моделі, що буквально врятувала фірму, MG Y-type. Почали з'являтися успішні родстери, такі як MGA, MGB, MGC, фастбек MGB GT і, звичайно, нове покоління Midget.
У 1968 році до корпорації BMC входять такі бренди, як Rover, Jaguar, Triumph, утворивши British Leyland Corporation. Незабаром після цієї події MG припинили фінансувати, потім після націоналізації компанії завод розпустили.
Однак у 1982 році керівництво British Leyland вирішує розпочати випуск малолітражних автомобілів під брендом MG. Так, логотип з'являється на малолітражках Metro, Maestro, Montego, представлений прототип компактного електромобіля Impact.
У 2000 році компанія BMW об'єднала свої британські активи — фірми MG і Rover — в єдину групу MG Rover, яка припинила виробництво у квітні 2005 після банкрутства.
Занепад і відродження
У 2005 році MG купує китайська компанія Nanjing Automobile за €78,000,000.
Nanjing Automobile відразу зайнялася виробництвом попередніх моделей MG, трохи модернізувавши їх. Виробництво автомобілів було перенесено на завод компанії в місті Нанкін.
Зокрема, в Нанкіні вироблявся аналог Rover 75 — MG7, а також седани MG 350, MG 550, MG 750.
26 грудня 2007 року відбувається злиття NAC із SAIC, після чого MG (дизайн та виробництво) повертається до Англії. 4 вересня 2008 року заводом у Лонгбриджі випускається перший після перерви MGTF LE 500.
У травні 2011 року в Лонгбриджі розпочинається виробництво хетчбека C-класу MG6 GT, першого повністю нового MG за 16 років. У червні 2011 року з'являється MG6 Magnette (седан C-класу). У 2013 році в Лонгбриджі розпочинається виробництво 5-дверного хетчбека MG3, і в жовтні 2013-го перший власник отримує ключі.
До листопада 2013 року у продажу були автомобілі MG3 і MG6 модифікацій GT (хетчбек), Magnette (седан) і BTCC Edition — версія хетчбека, що відрізняється турбованим мотором об'ємом 1,8 л (при вазі машини 1490 кг) і потужністю 160 к.с., а також особливим дизайном у спортивному стилі (BTCC – Чемпіонат Великої Британії серед легкових автомобілів, до якого автомобілі MG повернулися у 2012 році).

### Моделі

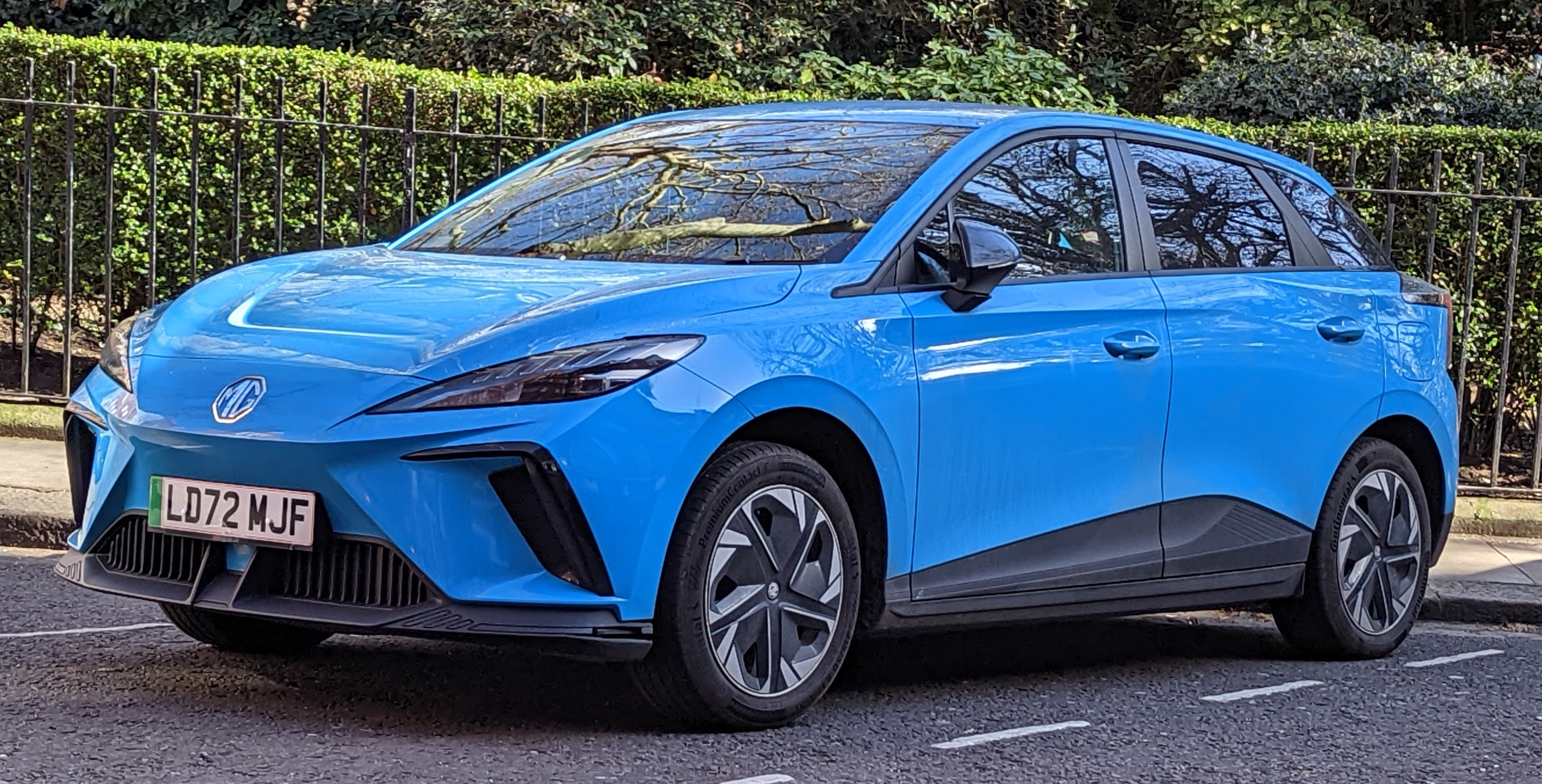
MG K Magnette 1932/34
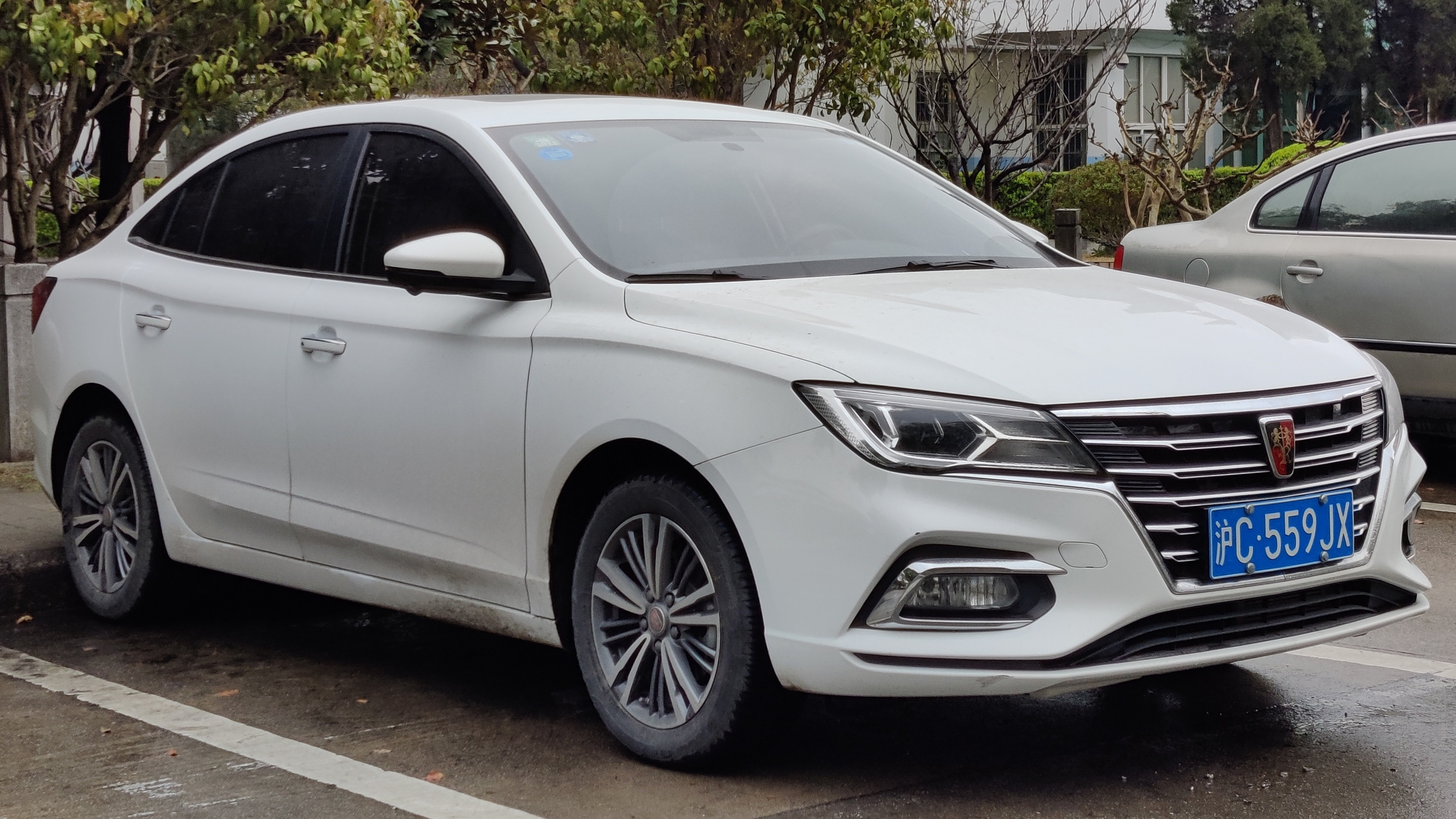
MG Q 1934
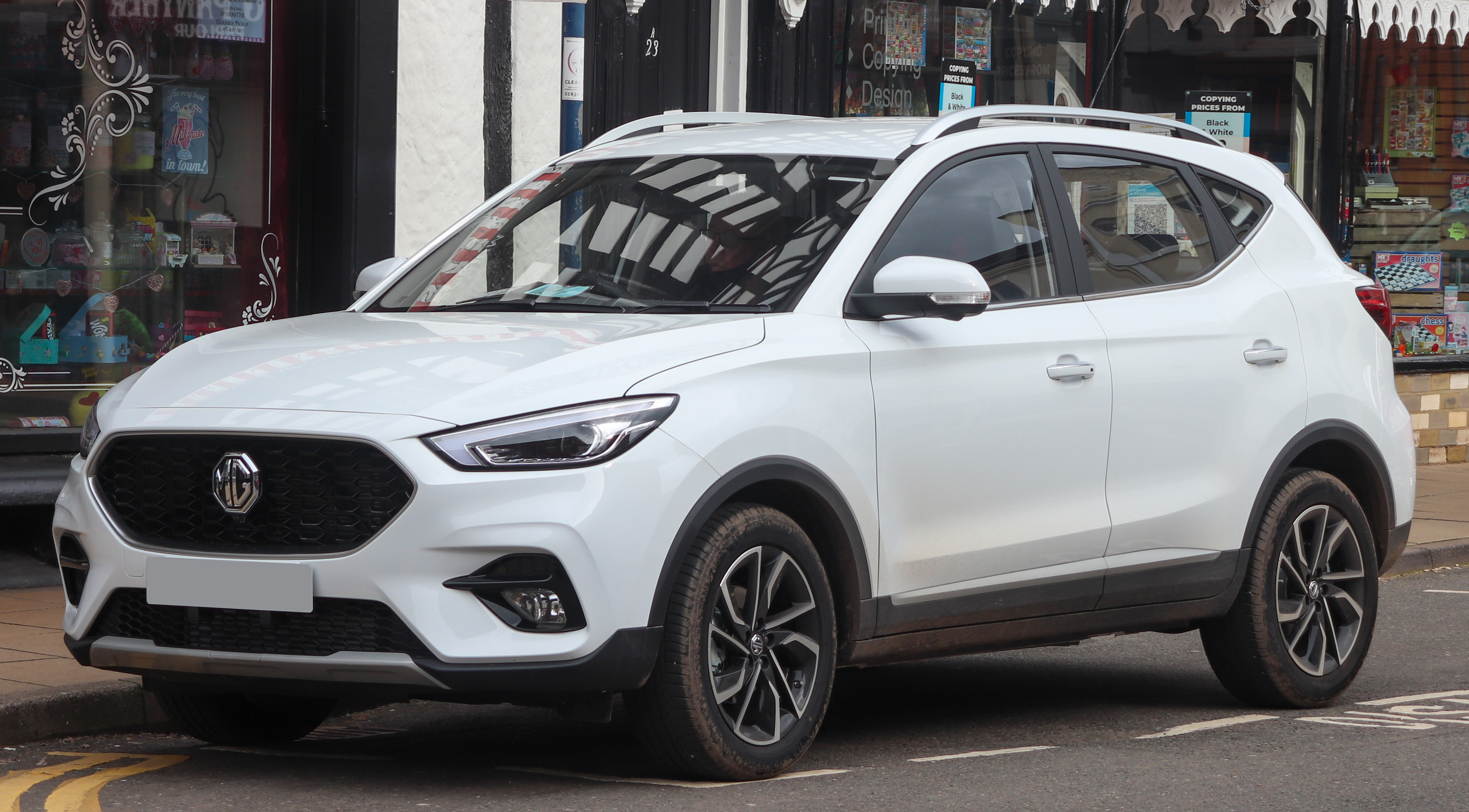
MG N-Type 1934/36
- MG MGA
- MG MGB
- MG ZR
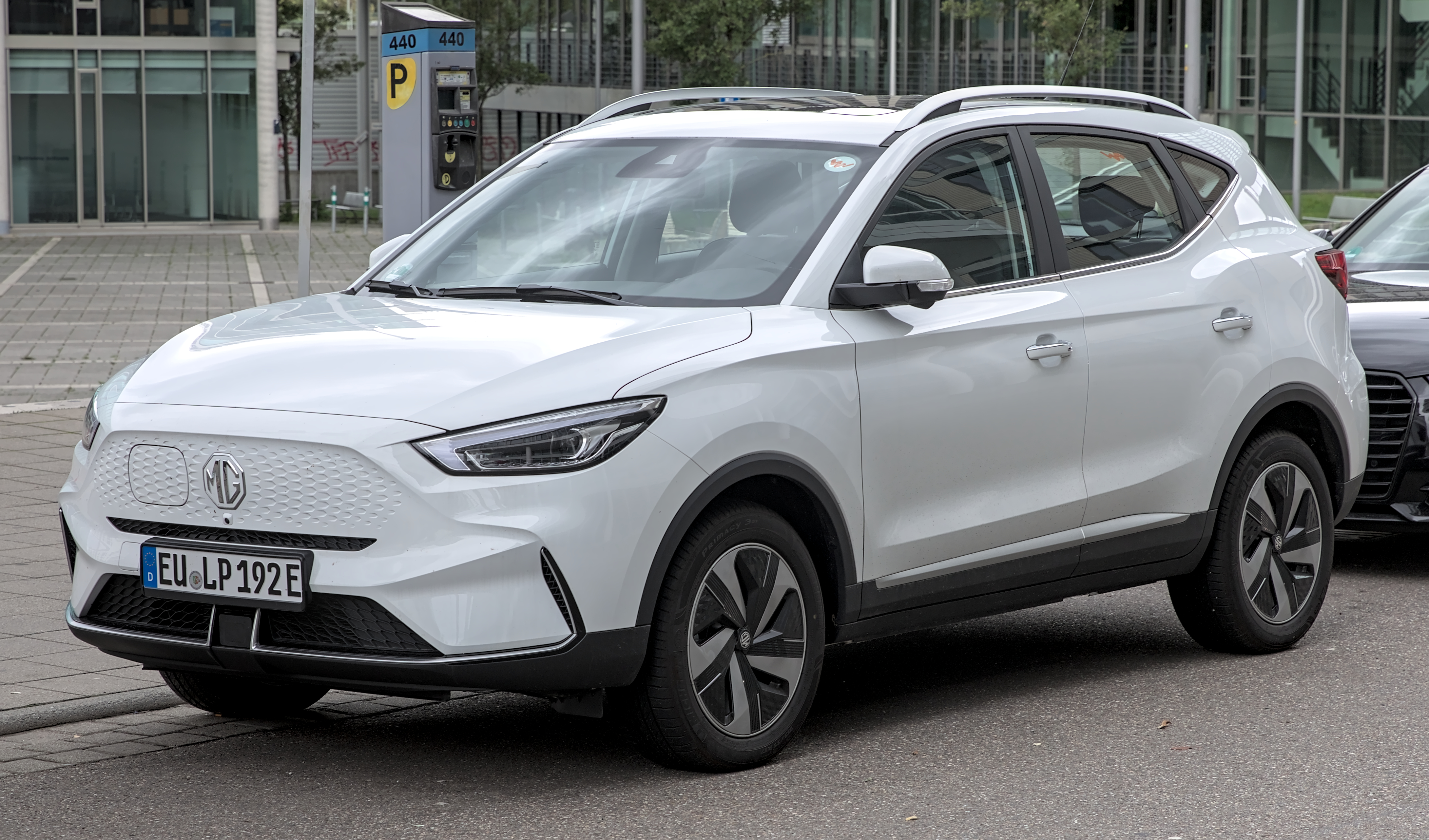
MG ZS
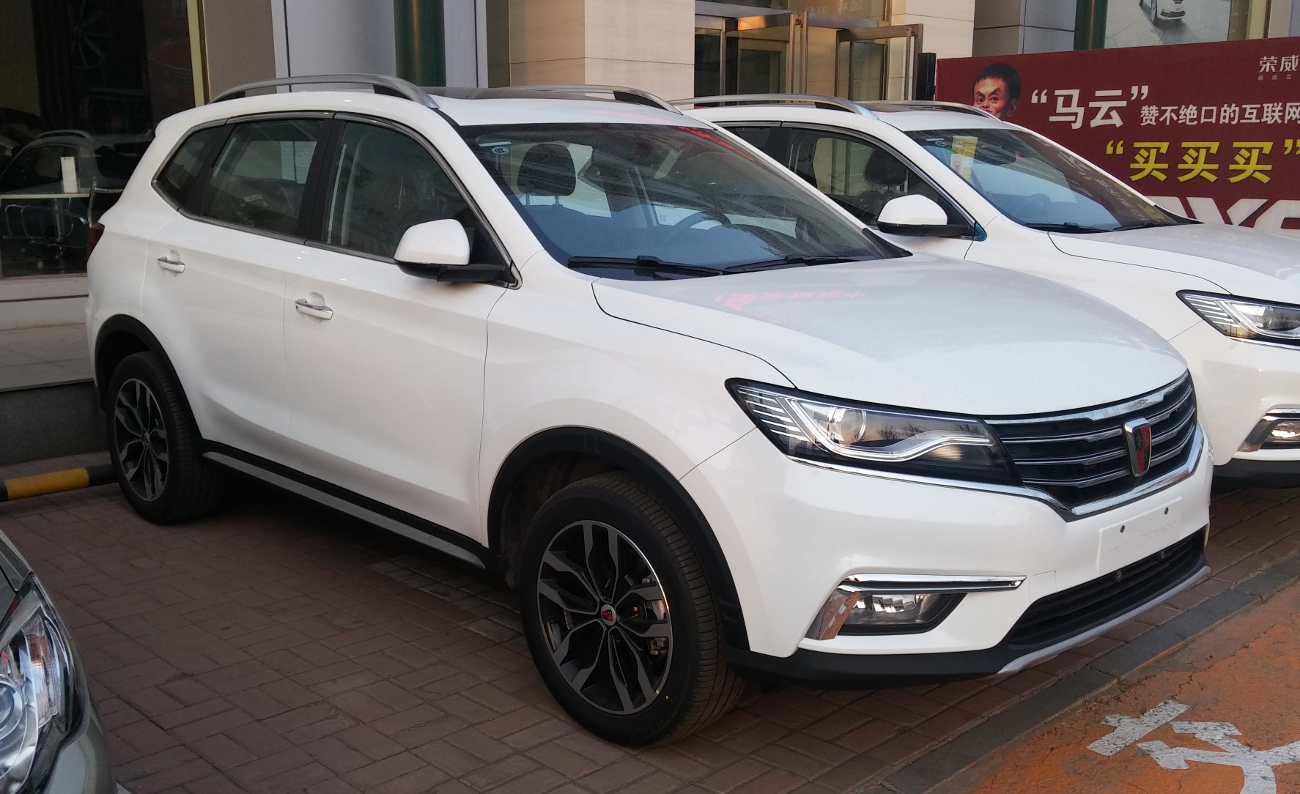
MG ZT
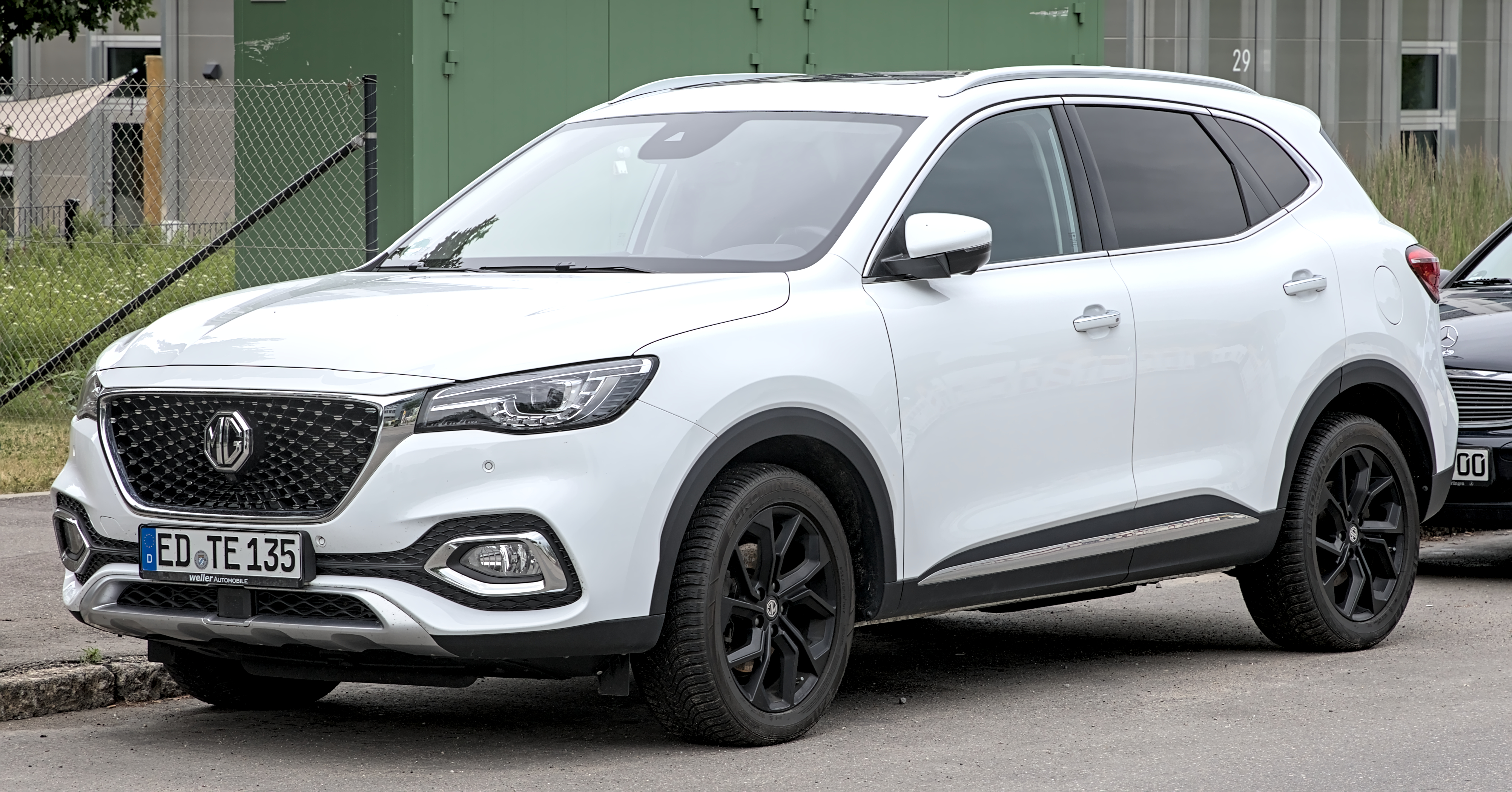
MG 7
- MG F♙
- MG TF
- MG XPower SV
- MG 3
- MG 4
- MG 5
- MG 6
- MG ZS
- MG HS
- MG RX5
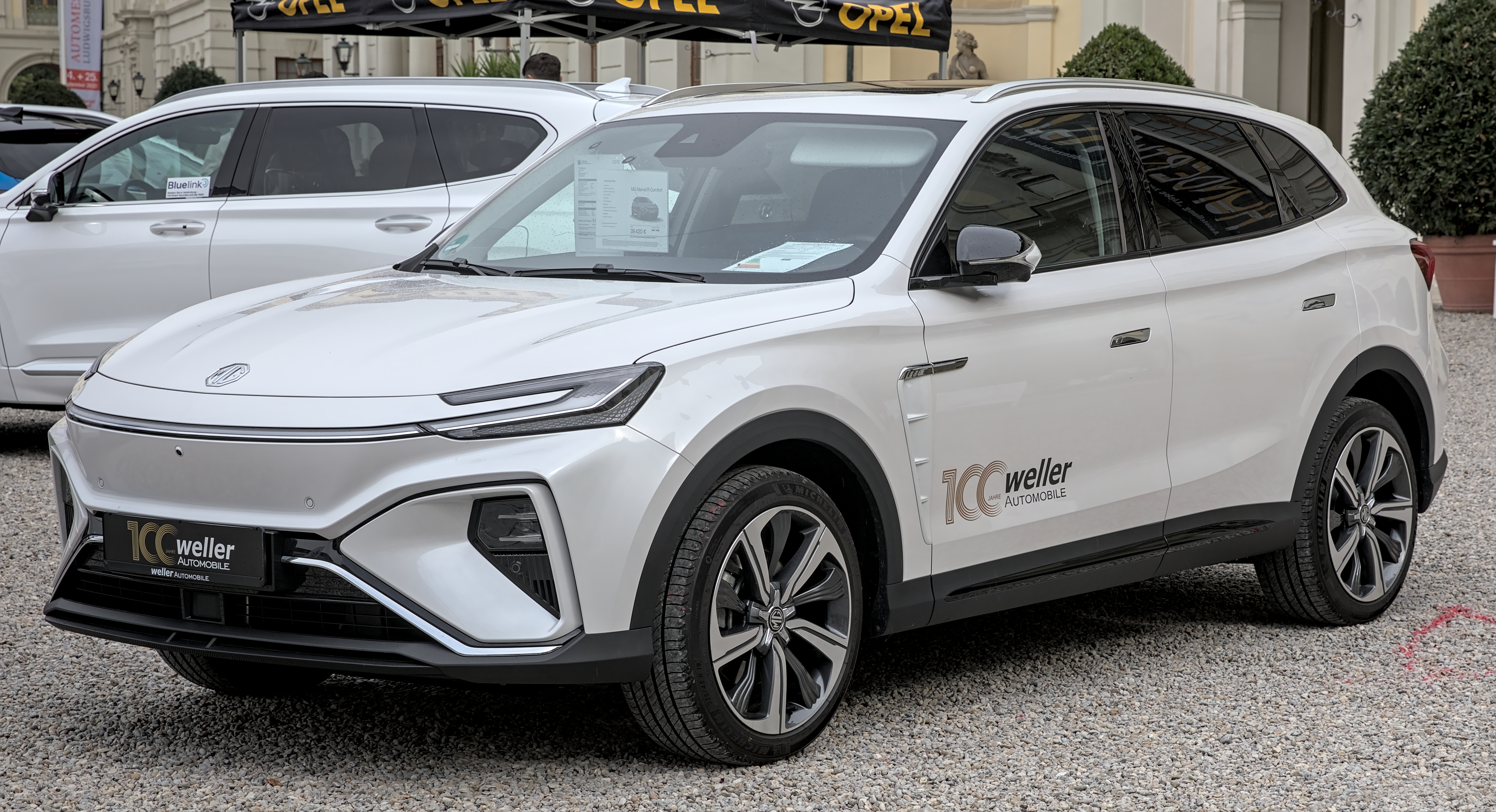
MG Marvel R

Моделі для ринку України
- MG 4
- MG 5
- MG ZS
- MG ZS EV
- MG RX5
- MG HS
- MG Marvel R

### Моделі-концепти
- MG EX-E (1985)
- MG GT (2004)
- MG Midget Concept (2005)
- MG RV8 (2009)
- MG Zero (2010)